# Nasib Arida
Nasib Arida (àrab: نسيب عريضة, Nasīb ʿArīḍa) (Homs, 1887 - Nova York, 1946) fou un poeta sirià.
Educat a Homs, la seva ciutat natal, va emigrar als Estats Units el 1905. A Nova York es va casar amb Najiba Haddad, germana dels escriptors Abdel Massih Haddad i Nudra Haddad, també originaris de la ciutat de Homs. La parella no va tenir fills, però van criar la filla d'un altre dels germans Haddad després que la seva dona morís en el part. Precisament amb Abdul Massih Haddad, el 1915 fundaria la primera societat literària araboamericana, Ar-Ràbita al-Qalamiya ('la Lliga de la Ploma'), de la qual formaria part més tard Khalil Gibran.
Als Estats Units, Arida va col·laborar en diverses publicacions àrabs i va publicar la seva pròpia revista literària, Al-Funun ('Les Arts'), el 1912. Va tenir un paper important en el desenvolupament de la poesia àrab moderna; considerat un romàntic pur, va propiciar un canvi permanent en diversos aspectes fonamentals de la poesia. Se'l considere un pioner en l'ús dels mites àrabs en la moderna poesia àrab. El seu únic recull de poemes, Al-Arwah al-Haïra, es va publicar poc temps després de la seva mort.